# Дина Најери
Дина Најери (рођена 1979) је иранска америчка списатељица романа, есеја и кратких прича. Написала је романе Кашичица земље и мора (2014) и Уточиште (2017) и књигу са стварним догађајем Незахвални избеглица (2019)

## Рани живот и образовање
Најери је рођена у Исфахану, у Ирану. Њена мајка је била докторка, а отац зубар. Првих 8 година живота провела је у Исфахану али је побегла из Ирана са својом мајком и братом Даниелом 1998, јер је њена мајка прешла на хришћанство и полиција Исламске републике јој је претила погубљењем.  Најери, њена мајка и њен брат провели су 2 године у Дубаију и Риму као тражиоци азила, и на крају се настанили у Оклахоми, у Сједињеним Америчким Државама. Њен отац је остао у Ирану, где и даље живи. 
Најери је дипломирала уметност на Универзитету Принцетон и магистрирала образовање на Харварском Универзитету. Она такође држи MFA из радионице писаца из Ајове.  

## Посао
Најерин први роман, Кашичица земље и мора, је објављен 2014, од стране Riverhead Books (Penguin) и преведен је на 14 језика. 
Њен други роман, Уточиште, објављен је 2017, такође од стране Riverhead Books. Уточиште је полу-аутобиографски роман чија су поглавља написана наизменично из угла Нилоо Хамиди, Иранске жене која је емигрирала у Сједињене Америчке Државе и, која у време романа, предаје антропологију на Универзитету у Амстердаму, и Бахмада Хамидија, њеног оца, зубара и оралног хирурга који живи у Исфахану у Ирану. Нилина поглавља која се односе на њен тренутни живот у Холандији су у трећем лицу, као и Бахманова поглавља, док Нилоо у првом лицу прича у поглављима четири посете са својим оцем у четири различита града. 
Роман је делом о односу оца и ћерке и делом о изблегличкој кризи која утиче на целу Европу, са посебним фокусом на иранску избегличку заједницу у Холандији.  
Када је Нилоо била приморана да напусти Иран са својом мајком и братом, њен отац се повукао. Нилоо, која је имала дубок и весео однос са својим татом, је била шокирана тиме и очекивала је да ће им се он придружити. Бахман се, међутим, поново оженио, прво сељанком са младом ћерком, а онда, после развода са њом, са младом и привлачном женом. Роман почиње Бахманом који чека саслушање код судије за развод, свештеника, да се разведе од своје треће жене. Трећи Бахманов развод чини линију заплета поглавља о данашњем Бахману.  
Као што потврђује лични есеј објављен у Њу Јоркеру, многе Нилине околности и авантуре, укључујући и четири посете свом оцу, уско су обликоване по стварним догађајима у ауторкином животу. За разлику од ауторкиног брата у стварном животу, Нилин брат Киан је кувар (чланак Њу Јоркера указује на то да је ауторкин брат бизнисмен) и није ожењен. Не помиње се да га је занимало романтично искуство.  

## Лични живот
Пре него што је дошла у САД, Најери је живела као избеглица, ''у хотелима за избеглице'', дуги низ година. Када је имала 15, 1994, постала је Амерички грађанин, поред мајке и брата. 2001. је дипломирала на Принцетону. 2003. се удала за Филипа Вјергуца, француза. Радила је у Њу Јорку као стратешки саветник у  McKinsey & Company и касније као стратешки менаџер у Saks Fifth Avenue. Живела је неколико година са својим супругом у Амстердаму. 
Живи у Лондону од 2015.
Има ћерку и разведена је.

## Листа дела
Романи и књиге
- Место чекања (2020)
- Незахвални избеглица (2019)
- Nayeri, Dina (2013). A Teaspoon of Earth and Sea: A Novel [Кашичица земље и мора]. Penguin. ISBN 978-1594632327.
- Nayeri, Dina (2017). Refuge: A Novel [Уточиште]. Penguin. ISBN 978-1594487057.

Чланци
- ''Незахвални избеглица: 'Немамо дугове за отплату'''. Чувар, Април 2017

- ''Мој отац, у четири посете у тридесет година''. Њу Јоркер, Јун 2017

## Захвалности
- 2013 Barnes & Noble Discover Great New Writers Program: Кашичица земље и мора
- 2015 Награда O. Henry: "A Ride out of Phrao Архивирано на веб-сајту  (10. мај 2021)" Alaska Quarterly Review, vol. 30, 2013
- 2016 Национална задужбина за друштво уметничког креативног писања
- 2017 Финалиста, награда Америчке академије у Риму
- 2017 Дуга листа за турнир књига Јутарње вести: Уточиште
- 2018 Најбоље Америчке кратке приче за ''Велику истину'' Јужни преглед[5]
- 2018 Победник, УНЕСЦО-ва награда за град књижевности Paul Engle награда[6]
- 2019 Колумбијски институт за идеје и машту
- 2019 Финалиста, Kirkus награда, Незахвални избеглица
- 2019 Финалиста, награда за књигу Лос Анђелес Тајмса, Незахвални избеглица
- 2020 Финалиста, награда читалаца Елле (Француска), Незахвални избеглица
- 2020 Победник,  Geschwister Scholl-Preis[7] (Немачка), Незахвални избеглица

- Добитник за 2020. годину, награда Clara Johnson, Незахвални избеглица